# Житіє святого Георгія Амастридського
«Житіє Георгія святого Амастридського» — візантійський агіографічний твір (див. Агіографія) 9 ст. Відомі грецький текст і давньоруський переклад «Житія…» Написане, імовірно, в іконоборчий період (до 842) дияконом Ігнатієм. Містить розповідь про набіг русів на малоазійське м. Амастрида (нині м. Амасра, Туреччина), цей набіг датується істориками між 825 і 842. Руси тоді ще не насмілювалися напасти на Константинополь, але вже почали пустошити візантійські володіння на південному березі Чорного моря від Пропонтиди, тобто від входу до протоки Босфор, на схід, де була розташована багата провінція Пафлагонія з головним містом Амастрида, в гавані якого збиралися торгові кораблі з усіх кінців світу. Руси розграбували Амастриду, захопили полонених, але потім, унаслідок переговорів із місцевою владою, відпустили їх і повернулися додому, мабуть, одержавши чималу контрибуцію. В.Васильєвський вважав, що напад на Амастриду був свого роду репетицією перед великим загальноруським походом на Константинополь 860 (див. Походи Русі на Візантію).